# Ориндж (окръг, Калифорния)
Вижте пояснителната страница за други значения на Ориндж.
Ориндж (на английски: Orange, в превод „портокал“ или „оранжев“) е окръг в Калифорния, САЩ. Окръжният му център е град Санта Ана.

## Население
Окръг Ориндж е с население от 3 186 989 души (2020).

## География
Окръг Ориндж е с обща площ от 2455 км².

## Градове
Над 100 000 жители
- Анахайм
- Гардън Гроув
- Коста Меса
- Лагуна Бийч
- Мишън Виехо
- Ориндж
- Санта Ана
- Фулъртън
- Хънтингтън Бийч
- Ървайн

От 50 000 до 100 000 жители
- Буена Парк
- Йорба Линда
- Лагуна Нигел
- Ла Хабра
- Лейк Форест
- Нюпорт Бийч
- Сан Клементе
- Тъстин
- Фаунтън Вали

Под 50 000 жители
- Алисо Виехо
- Брея
- Дейна Пойнт
- Вила Парк
- Ла Палма
- Лагуна Удс
- Лагуна Хилс
- Лос Аламитос
- Пласентия
- Ранчо Санта Маргарита
- Сайпръс
- Сан Хуан Капистрано
- Сийл Бийч
- Стентън
- Уестминстър